# مارک آنتونی
مارکوس آنتونیوس (به انگلیسی: Marcus Antonius) (۱۴ ژانویهٔ ۸۳ پ.م. – ۱ اوت ۳۰ پ. م)، معروف به مارک آنتونی (به انگلیسی: Mark Antony) سیاستمدار بانفوذ و فرماندهٔ نظامی روم و یکی از سه حاکم جمهوری روم بود که نقشی حیاتی در تبدیل‌شدن جمهوری روم به‌عنوان یک گروهه‌سالاری به امپراتوری روم در نقش یک حکومت یکه‌سالاری داشت.

## زندگی‌نامه
آنتونی عضوی از تیره‌های پلوبیای آنتونیا در ۱۴ ژانویه ۸۳ قبل از میلاد در رم متولد شد. پدر و همنام وی مارکوس آنتونیوس کریتیکوس، پسر سخنور مشهوری به همین نام بود که در جریان تروریسم ماریان در زمستان ۸۷–۸۶ ق. م به قتل رسیده بود. مادر او جولیا، دختر عموی سوم جولیوس سزار بود. آنتونی در زمان راهپیمایی لوسیوس کورنلیوس سلا به روم در سال ۸۲ قبل از میلاد نوزاد بود.
مارک آنتونی یکی از حامیان اصلی و دوست وفادار ژولیوس سزار بود، و به‌عنوان یکی از فرماندهان نظامی ارتش او در فتح سرزمین گل و جنگ داخلی به او خدمت کرد. آنتونی در زمانی که سزار در حال حذف‌نمودن مخالفان سیاسی‌اش در یونان، آفریقای شمالی و اسپانیا بود به‌عنوان سرپرست ایتالیا منصوب شده بود. پس از مرگ سزار در سال ۴۴ پیش از میلاد مسیح، قوای آنتونی به قوای مارکوس امیلیوس لپیدوس، یکی دیگر از سرداران ژولیوس سزار، و اکتاویان، نوهٔ خواهر سزار و فرزندخواندهٔ وی پیوسته، یک دیکتاتوری سه‌نفره را تشکیل دادند که در تاریخ با نام تریوم‌ویرات دوم شناخته می‌شود. سه‌نفر هدایت‌کننده دومین حکومت سه‌نفره، قاتلان سزار، لیبراتورها را در نبرد فیلیپی به‌سال ۴۲ پیش از میلاد شکست دادند، و حکومت جمهوری را بین خودشان تقسیم کردند. آنتونی استان‌های شرقی روم را برای خود معین کرد که شامل پادشاهی متکی مصر، که بعدها توسط کلیوپاترای هفتم فیلوپاتور فرمانروایی شد و در نبردهای روم در برابر اشکانیان فرمان داده شد.

## حمله مارک آنتونی به ایران
مارک آنتونی سپاهی که بالغ بر صد هزار نفر بود را به سمت ایران روانه کرد، اما شکست خورد و مجبور به عقب‌نشینی شد. پلوتارک می‌گوید پس از گذر از رود ارس و خروج از خاک ایران، رومیان مانند نجات یافتگان از دریا زمین را می‌بوسیدند و گریه‌کنان یکدیگر را در آغوش می‌گرفتند.